# 陳濂 (萬曆進士)
陳濂（1560年—？），字道源，號麟崧，福建泉州府惠安縣人，民籍，明朝政治人物。

## 生平
萬曆十年（1582年）壬午鄉試六十八名，萬曆十四年（1586年）丙戌科會試二十七名，登二甲第二十九名進士。都察院观政，初任易州知州，二十年迁刑部员外郎，次年正月丁祖母黄孺人艰，服闋，改户部，出守肇慶府，潔清自持，不以法假人。培養士類，躬課文藝，二十二年癸卯登賢書者，闔郡九人。士民利病若加諸身，期暢達掃除為快。秩滿，三十一年（1603年）三月轉廣東兵備道副使，分守嶺西，駐肇慶。三十二年十二月升右参政，歷官按察使、布政使，以母老告归。又數載，清風惠澤，所被嶺西最久。

## 家族
成化進士、貴州參政陳睿之後。曾祖陳煒，曾任廣西上石知州；祖父陳圻，曾任生員；父陳鍔，字巽卿，号斗山，萬曆丙子順天舉人。母李氏。重庆下。弟洛（生员）、滉、渤、渶、天泽（生员）、温、涇、涍、溉、深、泳。